# Roberto Mouzo
Roberto Mouzo (Avellaneda, 8 januari 1953) is een Argentijnse voormalig voetballer. 
Hij speelde 426 voor Boca Juniors, waarvan 396 in de Primera División, waarmee hij recordhouder is voor de club. Met de club won hij 6 titels waaronder de Copa Libertadores in 1977 en 1978. Hij scoorde 24 keer, 21 keer in de competitie en 3 keer in de Copa Libertadores. In 1985 beëindigde hij zijn carrière.